# Donna con pappagallo (Courbet)
Donna con pappagallo (La Femme au perroquet) è un olio su tela dipinto da Gustave Courbet nel 1866. L'opera è conservata a New York, all'interno del Metropolitan Museum of Art.

## Storia

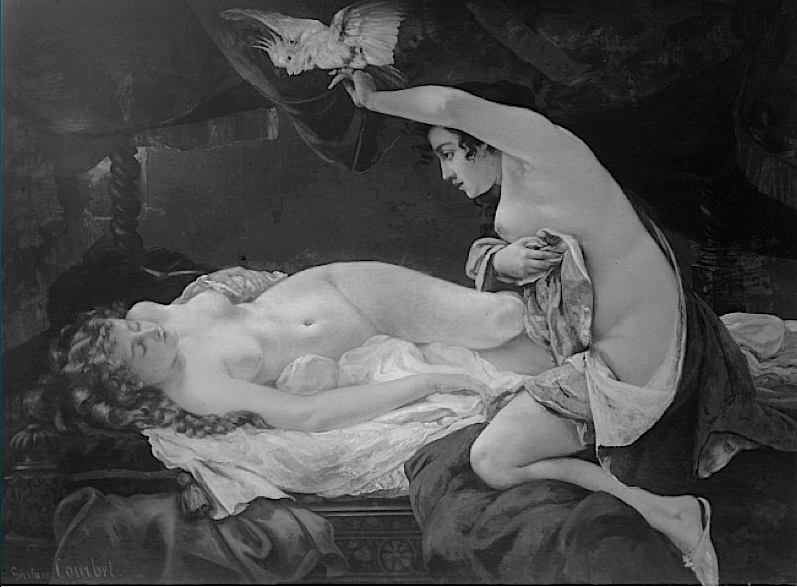
Venere e Psiche del 1864, una tela di Courbet rifiutata dal Salone.

Questo quadro venne esposto al Salone del 1866 (numero 463). L'opera non piacque alla critica, che fece notare la "mancanza di gusto" dovuta alla posa non accademica della modella e ai suoi capelli scomposti.
Nel 1864, la Venere e Psiche dell'artista era stata rifiutata dalla giuria del Salone con il pretesto che il pittore non avesse rispettato le convenzioni: trattare un tema mitologico e conformarsi ad esso. Se il pappagallo ha un'origine mitologica, Courbet scelse di ritrarre due donne nude sostituendo Cupido con Venere. Camille Gronkowski scrisse nel 1929 che questa tela richiama certe composizioni muliebri di Pierre-Paul Prud'hon. In seguito quest'opera scomparve, probabilmente in un incendio a Berlino tra il 1944 e il 1945 (era nell'antica collezione Gerstenberg).
Pertanto, Courbet decise di evitare nuovamente l'accademismo appropriandosi dei suoi metodi, ad esempio il soggetto e le dimensioni, reinterpretati dalla sua visione della pittura. Così, questa donna nuda non ha alcunché di mitologico o storico, il che scioccava il pubblico di allora. Vari furono i sostenitori di Courbet, tra i quali Jules-Antoine Castagnary, che vi riconobbe "una donna del nostro tempo". Dopo Le bagnanti (del 1853), si trattava del secondo nudo curbettiano accettato al Salone. Entrò a far parte delle collezioni del museo novaiorchese dopo un lascito da parte di Henry Osborne Havemeyer nel 1929.

## Descrizione

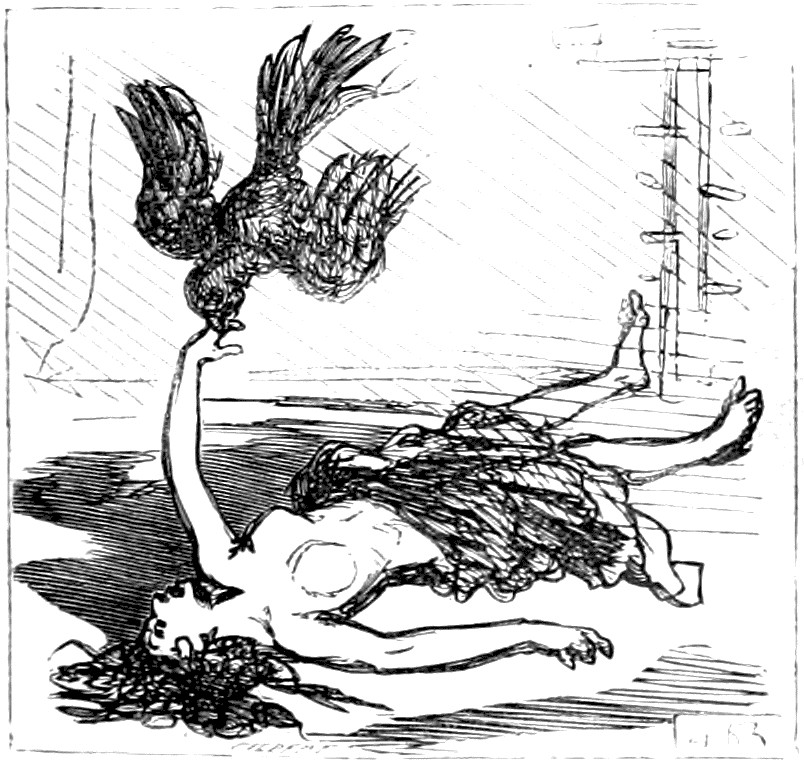
Satira del giornale Chiarivari in cui viene riportato: "Un pappagallo cerca di rallegrare una donna ubriaca! È stato l'assenzio a ridurla in quello stato? Il libretto afferma che sia stato il signor Courbet."

Il quadro rappresenta una donna sdraiata su un letto e reclinata all'indietro, con un pappagallo appollaiato sulla sua mano sinistra. Nonostante Courbet avesse dipinto in uno stile che potesse guadagnarsi il favore dell'Accademia tramite la posa e i toni lisci dell'incarnato, i vestiti scomposti che la modella si era tolti e i capelli arruffati non vennero ben graditi dalla critica (ma non come nel dipinto Il sonno, dipinto nello stesso anno). Si ritiene che Joanna Hiffernan abbia posato per entrambi i quadri, dato che ella posò spesso per i dipinti di Courbet.

## Nella cultura di massa
Nel 2001, la pittrice statunitense Kathleen Gilje dipinse un'opera intitolata Woman with a Parrot, Restored ("Donna con pappagallo, restaurata") che è una copia del quadro curbettiano. La tela in realtà presenta una figura nascosta dai pentimenti che si può vedere solo attraverso i raggi X: si tratta di un uomo nudo, che secondo Mary Ellen Mark dovrebbe rappresentare lo stesso Courbet, che si trova nella parte destra del quadro. Si tratta di un riferimento al concetto dello sguardo maschile nella storia dell'arte.